# 薛宝琴

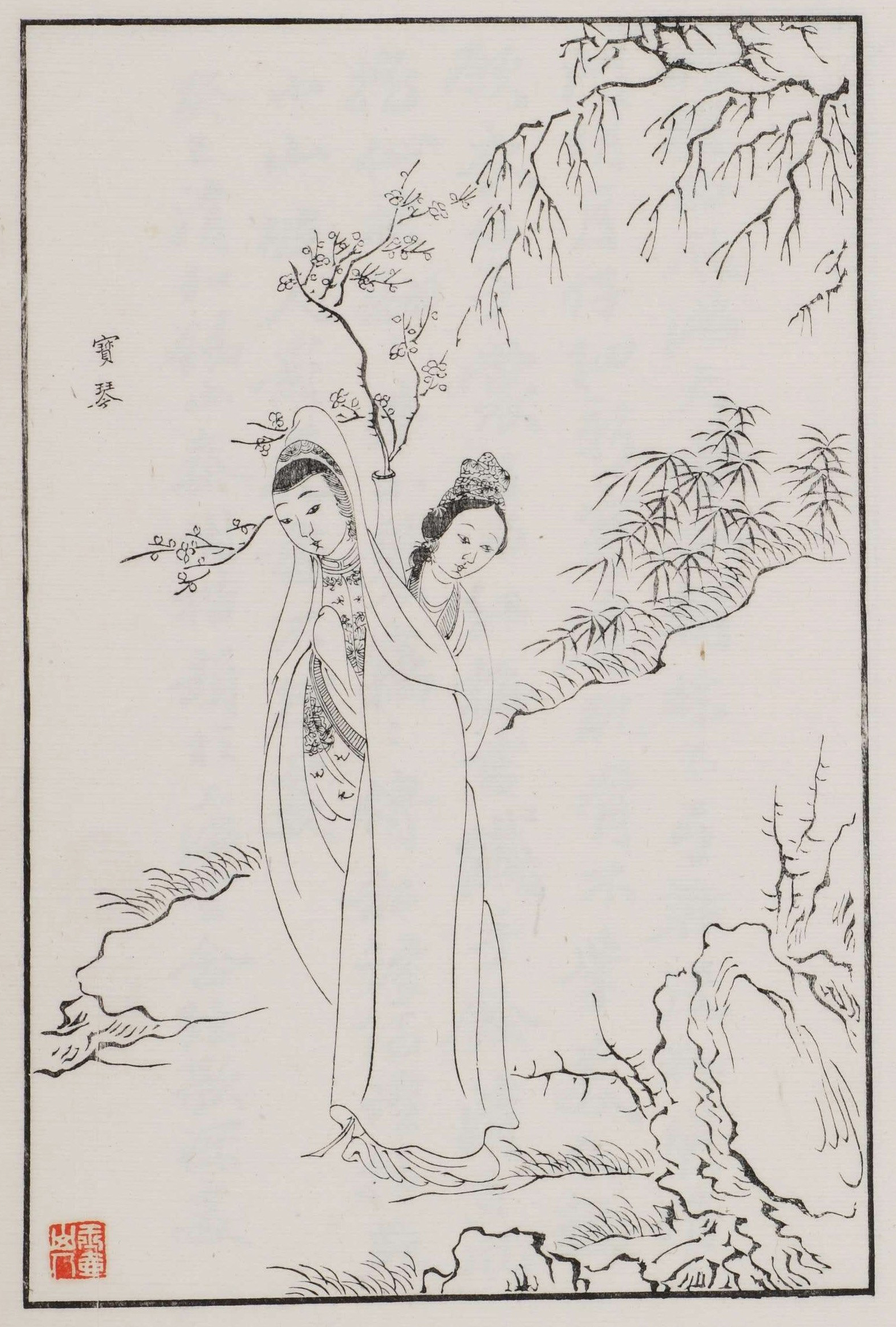
改琦绘，出自《红楼梦图咏》

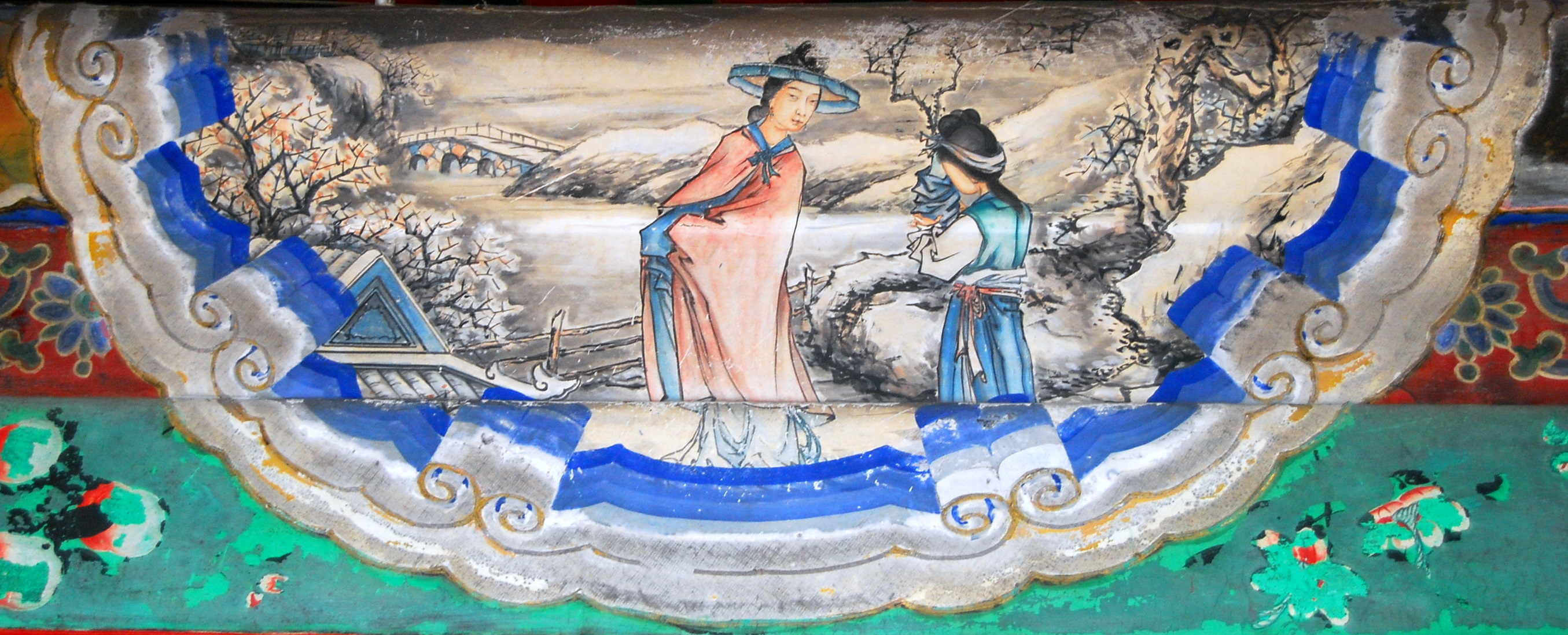
颐和园长廊绘画：薛宝琴踏雪寻梅，临摹自清朝画家潘振镛作品

薛宝琴是小說《紅樓夢》中的主要人物。她是薛姨妈的侄女，薛虬的胞妹，薛宝钗的堂妹。
薛宝琴具有絕世姿色及過人的才情，自幼读书识字，聪慧机敏（曾在大观园里作《怀古绝句》十首）。
《红楼梦》中说在某个冬日，贾母在雪中赏梅，远远看到薛宝琴站在白雪皑皑的山坡上，穿着凫裘，后面一个丫鬟抱着一瓶红梅。賈母夸她比画上的还好看，還要王夫人認她做乾女兒。《红楼梦》小说广泛流传后，薛宝琴踏雪寻梅成了许多画家和诗人热衷的题材。
有觀點認為賈母本來想將寶琴許配給賈寶玉，但因她已許配給梅翰林之子而作罷。